# Gaikhatu

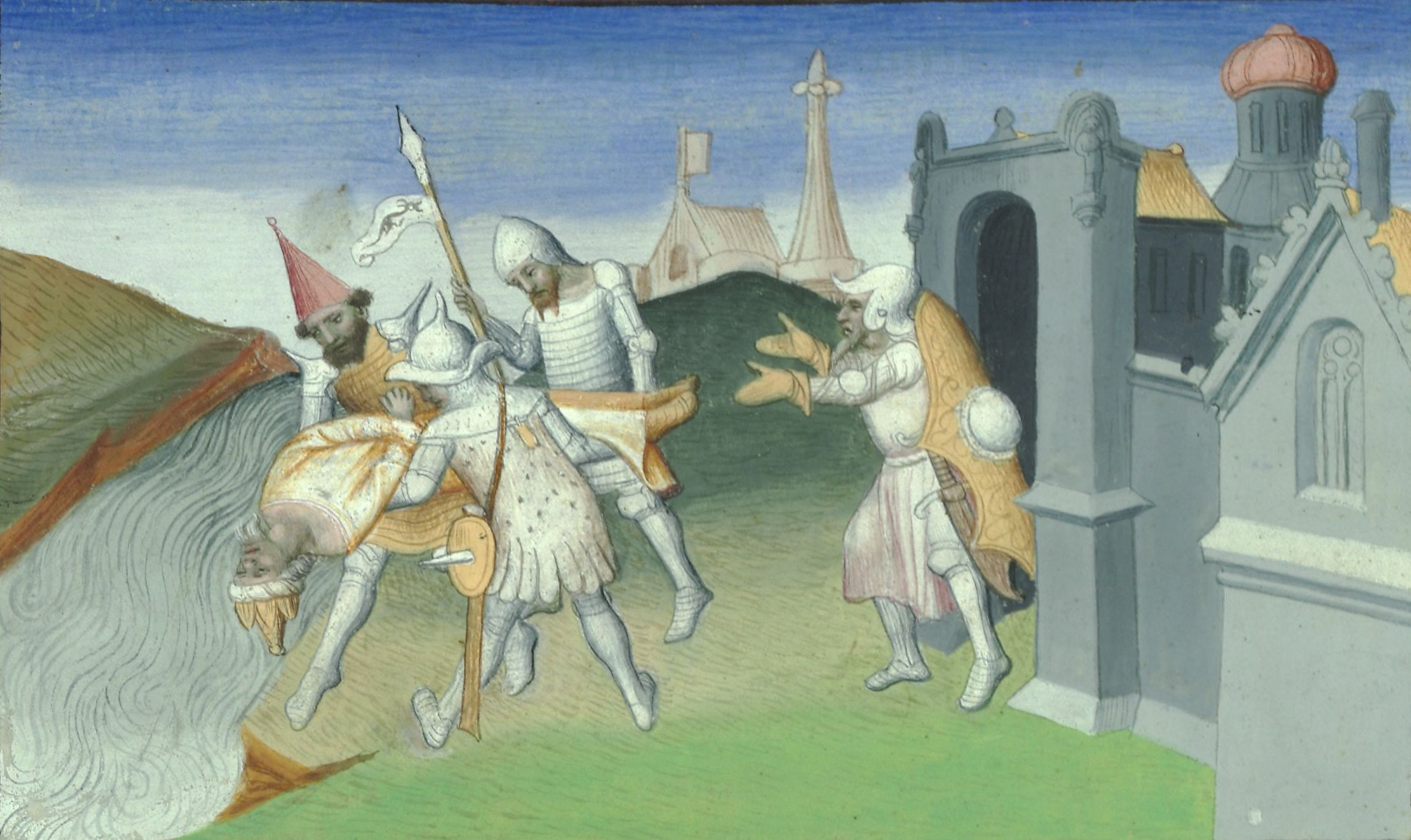
Asesinato de Gaikhatu

Gaikhatu († 1295) fue el quinto gobernante del Ilkanato de Persia, de 1291 a 1295.
Fungía de gobernador de Anatolia, hasta que fue nominado al trono por un influyente militar mongol, Taghachar, quien había asesinado a Arghun, hermano de Gaikhatu, e intentaba poner en su lugar a Baydu. Al final, Baydu no se presentó a la asamblea para elegir el nuevo gobernante, de modo que Gaikhatu fue entronizado en su lugar. Gaikhatu se hizo conocido por su extravagancia y vida disoluta, así como también por su fallido intento de introducir el papel moneda en Persia. Poco después de esto, fue asesinado, y su primo Baydu ocupó su lugar, durando poco tiempo antes de ser también asesinado.